# حفرة لوزية
الحُفْرَةُ اللَّوزِيَّة أو الجيب اللوزي (بالإنجليزية: Tonsillar fossa)‏، هو حيز محدد بالطية المثلثية للقوس الحنكية اللسانية و القوس الحنكية البلعومية داخل الجدران الجانبية لتجويف الفم. يقع بداخلها اللوزة الحنكية.
في كثير من الحالات تختفي هذه الحفرة حيث تصبح جدران الحفرة ملتصقة باللوزة الحنكية.